# Єлабуга
Єла́буга або Алабуга́ (рос. Елабуга, тат. Алабуга, Alabuğa) — місто в Татарстані (Росія), адміністративний центр Єлабузького району, хоча саме до його складу не входить, а утворює окремий Єлабузький міський округ.

## Географія
Місто розташоване серед лісів на високому правому березі річки Кама, у місці, де до неї впадає її права притока Тойма.

## Історія
Єлабуга є одним з найстаріших міст Росії, 2007 року вона відсвяткувала своє 1000-річчя. Біля міста був відкритий Ананьїнський могильник, дослідження якого призвели до виділення окремої Ананьїнської культури 8-5 століть до нашої ери. На основі комплексних археологічних та історичних даних, враховуючи експертну оцінку хронології знахідок з найдавнішого шару Єлабузького городища, беручи до уваги висновки провідних наукових центрів Росії вчена рада Інституту історії АН Татарстану визначила, що заснування міста відбулось на межі 10-11 століть і сформувалось воно як міське поселення до 1005–1010 років.

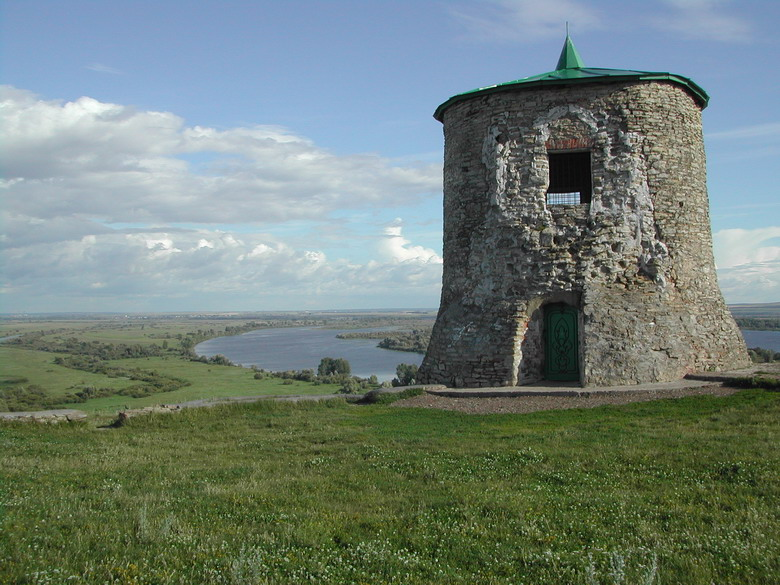
Башта мечеті-фортеці

Здавна тут була переправа через Каму. У булгарський період Єлабуга розташовувалася на торгово-караванному шляху з центру Волзької Булгарії до Прикам'я. У 12 столітті споруджена білокам'яна мечеть з 8 баштами, схожа на соборні мечеті Біляру та Булгару, аналогічна до мечетей-фортець Суса та Багдада. Археологічні розкопки останніх років дозволяють розглядати Алабугу поряд з булгарськими містами домонгольського періоду. У 9-10 століттях сформувалася Булгарська держава, найціннішим пам'ятником якої є Єлабузьке городище — залишки древнього булгарського міста. Одну з башт фортеці реставровано в 1860-их роках, вона є місцем паломництва вірян, гостей міста й туристів.
Після підкорення Казанського ханства на місці Єлабузького городища 1614 року був влаштований іноцький скит. 1616 року на цьому місці розпочалось будівництво Троїцького монастиря, який проіснував до 1764 року. Приблизно до часу заснування скіту відносять утворення села Трьохсвятського. Воно вперше згадується у книзі Великого Нарису, складеної у першій чверті 17 століття. Існує гіпотеза, що після заснування села і першої Покровської церкви царем Іваном Грозним, до храму була передана ікона Трьох Святих, яка і дала назву селу. Вона є досі зберігається у Єлабузі.

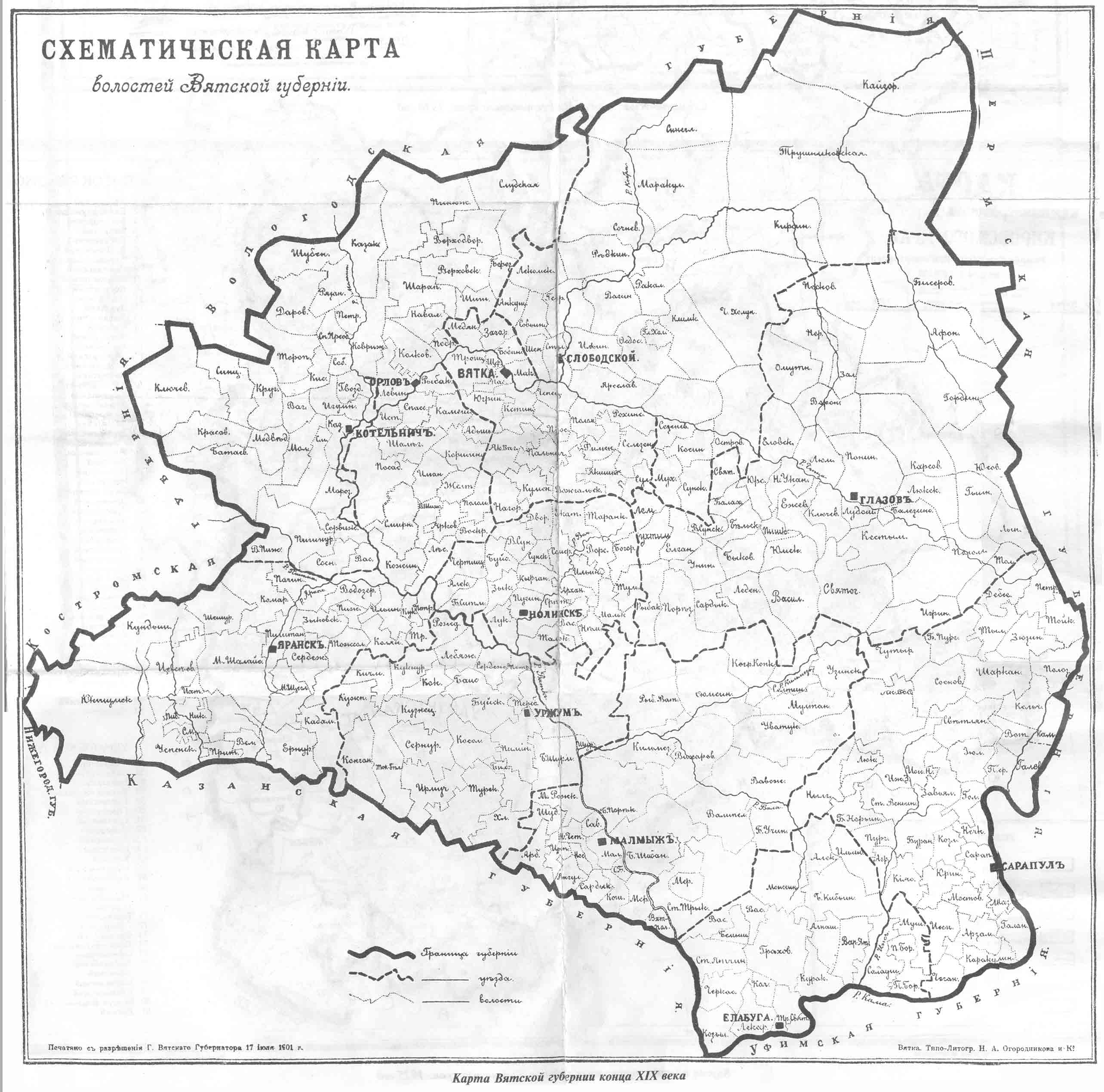
Єлабуга на карті В'ятської губернії

1780 року указом Катерини II Єлабуга отримала статус повітового міста В'ятської губернії. На той час в ній проживало приблизно 1000 осіб. З другої половини 19 століття починається розквіт династії купців Ушкових, які будували у містах Прикам'я хімічні заводи. На початку 20 століття у місті жило вже 10 тисяч осіб, з яких понад 600 купців, а серед них 12 мільйонерів. Найбільш відома династія купців Стахеєвих, торгові доми яких мали щорічний обіг до 150 мільйонів карбованців. Іншою відомою династією були Гірбасові, які займались в основному хлібом. Місто славилось своєю благодійністю. З 1870-их до 1917 років існував особливий «Благотворительный граждан И. И. и Д. И. Стахеевых комитет», величезні кошти якого направлялись виключно на допомогу людям. Окрім цього існував також і комітет купця Чернова, кошти якого йшли виключно на будівництво храмів.
У роки революції захоплення влади здійснювали працівники Бондюзького хімічного заводу на чолі з більшовиком С. М. Гассаром. Єлабузькі купці здійснювали супротив більшовикам. 16 листопада 1917 року повітовий з'їзд селянських депутатів ухвалив рішення про перехід до Радянської влади. Була обрана повітова рада, головою якої став Гассар. Під його керівництвом здійснювалась експропріація («націоналізація») власності купців. 24 лютого розстріляли протоієрея Спаського собору. У травні 1918 року «націоналізували» Сюгинський скляний завод. Влітку 1918 року був сформований загін селянської самооборони, який діяв проти більшовиків, на чолі з Вікторином Молчановим. Чисельність загону становила 9 000 осіб, вони легко спромоглись вигнати з міста більшовиків. Але 7 вересня загін червоноармійців на чолі з О. М. Железкіним захопили Єлабугу. Восени загін Молчанова, чисельність якого скоротилася до 4 000 осіб, відійшов до Уфи. У жовтні 1918 року війська адмірала О. Колчака увійшли до міста, але 25 квітня 1919 року після битви при Кокшанському заводі червона армія зайняла місто. 2 травня Колчак знову увійшов до Єлабуги. 24 травня відбулась битва на Камі, перемогу в якій отримав білогвардійський флот. Але залишки флоту Червоної армії без наказу почали обстрілювати Єлабугу, після чого на місто наступали сухопутні війська. Колчак покинув Єлабугу 25 травня, а червоноармійці захопили 27 травня. У липні під час круїзу по Камі місто відвідала Надія Крупська.
1921 року Єлабузький повіт розділений на 2 частини — південна, Єлабузький кантон, увійшла до складу Татарської АРСР, північна, Можгинський повіт — до складу Вотської АО. У 1921-1928 роках місто було центром Єлабузького кантону, а з 10 серпня 1930 року — центром Єлабузького району. В роки Другої світової війни сюди була евакуйована Вишневолоцька бавовняно-паперова фабрика. Тут же 31 серпня 1941 року покінчила життя самогубством Марина Цвєтаєва. У післявоєнні роки на околицях були відкриті поклади нафти — Первоймаське, Єлабузьке, Красноборське. 1961 року у місті організоване 6-те управління з видобутку нафти й газу «Прикамнефть».

### Російсько-українська війна 2022-донині
15 червня 2025 року українські дрони вдало розбомбували завод іранських безпілотних апаратів "Shahed".

## Населення
Населення міста становить 71181 особа (2012; 70505 в 2010, 68663 в 2002, 53537 в 1989, 35574 в 1979, 31728 в 1970, 21992 в 1959). За національним складом у місті переважають росіяни — 58,7 %, татари — 34,3 %, чуваші — 1,7 %.

## Економіка
У місті значного розвитку набула нафтовидобувна промисловість — НГВУ «Прикамнефть», Єлабузьке управління бурових робіт. Серед промислових підприємств діють заводи з виробництва легкових автомобілів ЄлАЗ, металічної арматури, залізобетонних конструкцій, цегли, побутової техніки «Алабуга» (входить до складу групи De'Longhi), фабрика шкільних меблів. Працюють також підприємства легкої (швейна фабрика) та харчової (м'ясоконсервний комбінат, молококомбінат, хлібозавод, пивзавод) галузей, Єлабузька ТЕЦ. У грудні 2005 року на території міста та району відкрита особлива економічна зона Алабуга, відбулось будівництво автозаводу «SOLLERS-Isuzu», на якому запущено виробництво автомобілів марки Fiat Ducato.

## Міста-побратими
- Сафранболу, Туреччина
- Алексин, Росія
- Березовський, Росія
- Вайльгайм-ін-Обербаєрн, Німеччина

## Галерея

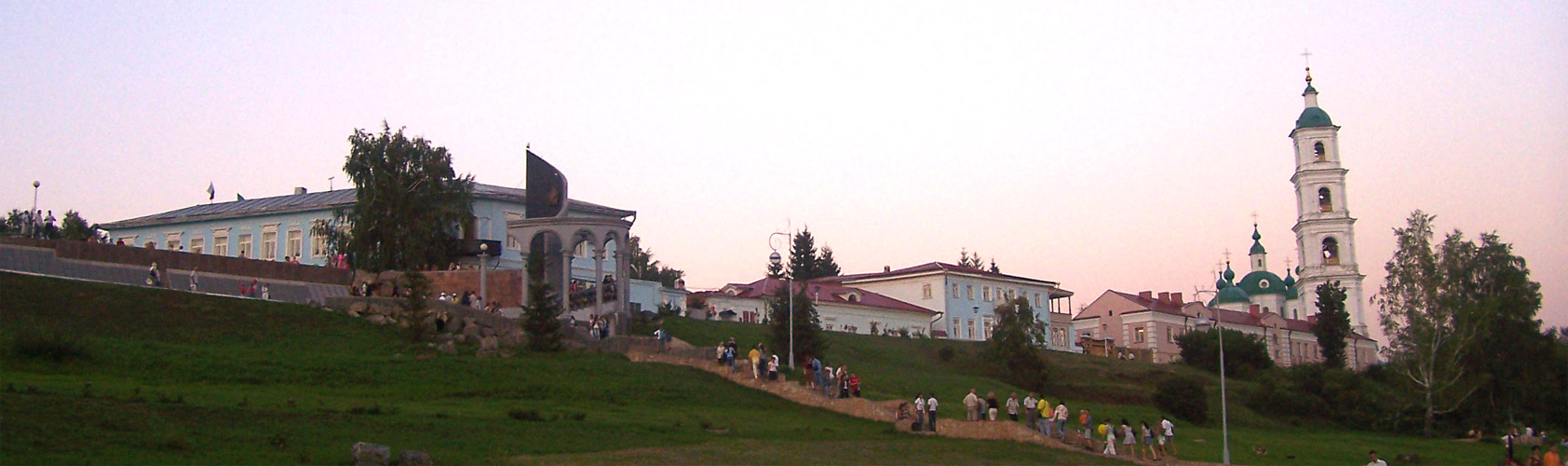
Панорама міста. Купецька частина міста. Вулиця Набережна. Праворуч дзвіниця Спаського собору

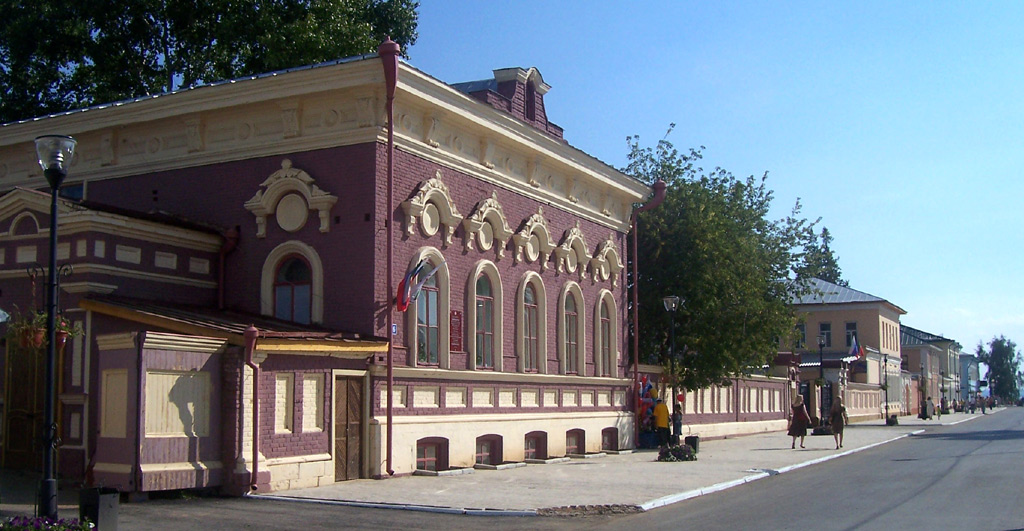
Вулиця Гассара
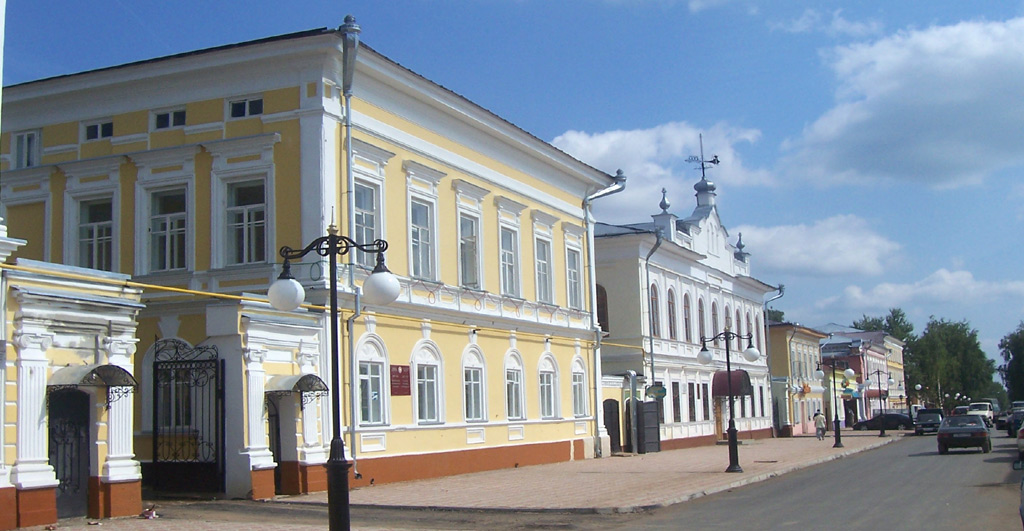
Вулиця Казанська
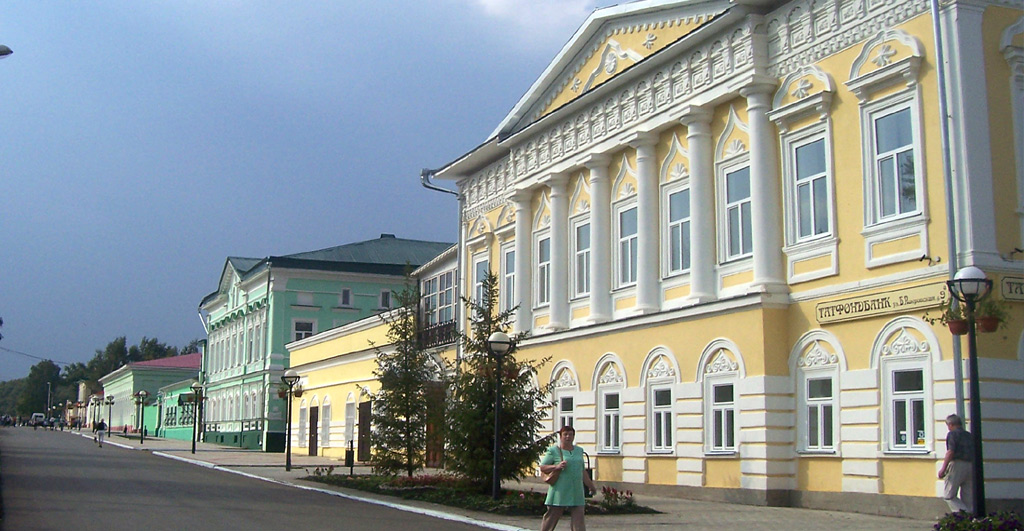
Вулиця Покровська
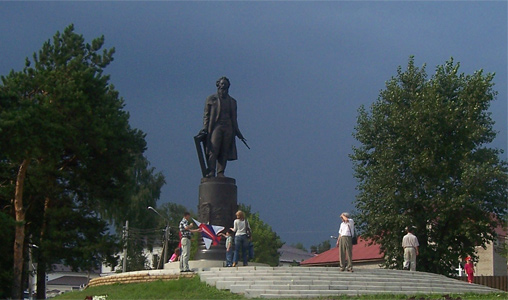
Пам'ятник І.І. Шишкіну